# Idioma mineo
El idioma mineo (también lengua minaica, madhabaica o madhābica) era una lengua árabe meridional antigua o Ṣayhadic hablada en Yemen en los tiempos de la civilización árabe meridional antigua. La zona principal de su uso puede situarse en la región de al-Jawf, en el noreste de Yemen, principalmente en el Wādī Madhāb. La mayoría de los textos en esta lengua fueron compuestos por los mineos, pero las otras comunidades civiles del Wādī Madhāb (Baraqish Naixan, Kaminahu, Ḥaram e Inabba') también lo utilizaron como medio literario.

## Historia

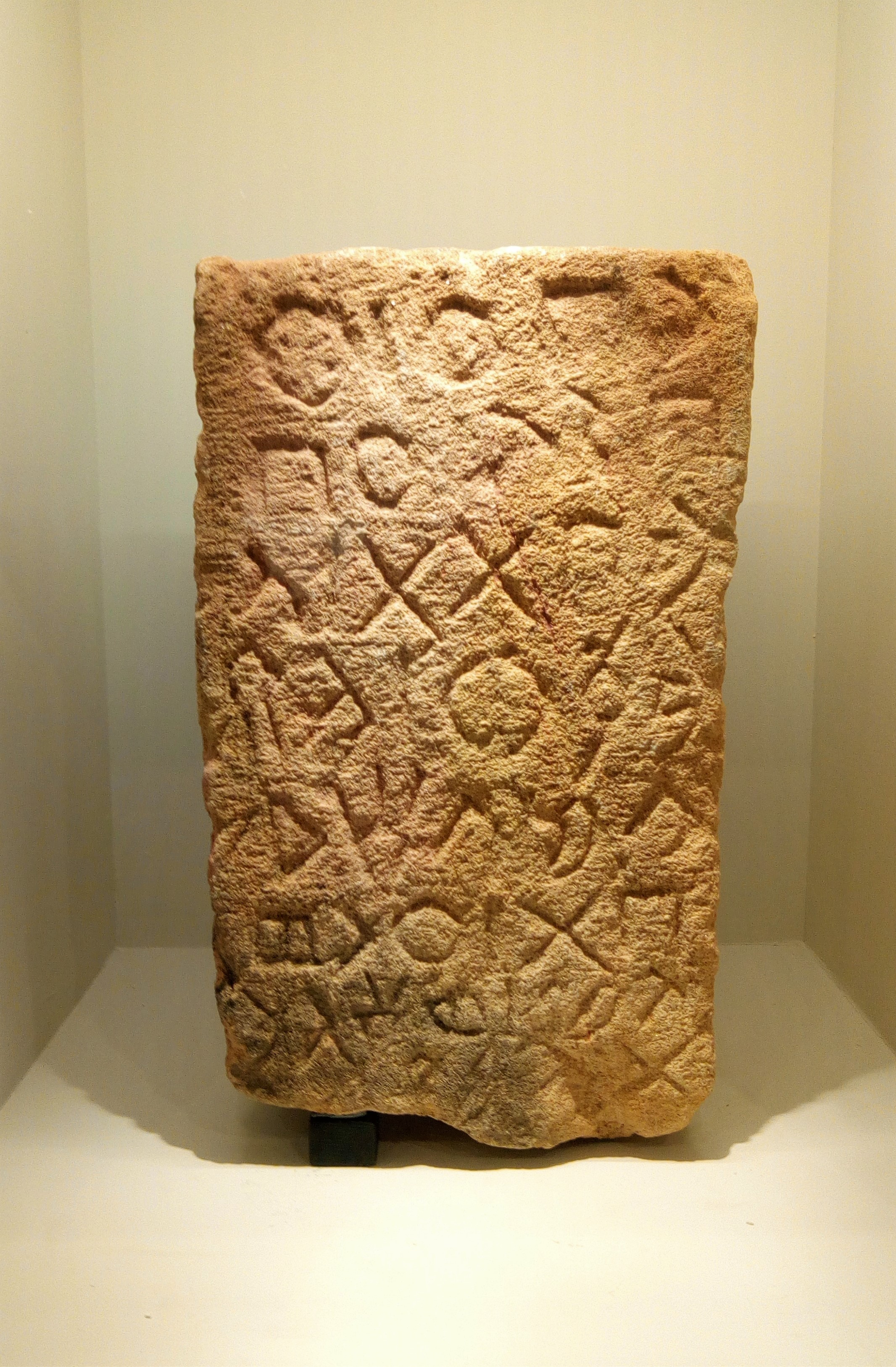
Inscripción en mineo del antiguo oasis de Dēdan (el actual Al-Ula en Arabia Saudita

Las primeras inscripciones mineas son contemporáneas de las primeras en idioma sabeo, es decir, del siglo VIII a. C., aunque son menos numerosas, y proceden de las ciudades situadas a lo largo del Wadi Madhaab, al noreste de Marib. También se encuentran puestos comerciales e inscripciones mineas fuera de Arabia del Sur, como en el antiguo oasis de Dēdan (la actual Al-Ula en Arabia Saudí), e incluso en la isla griega de Delos y en Egipto. El mineo parece desaparecer como lengua escrita hacia finales del siglo II a. C.

## Fonología
La fonología de la antigua lengua minea parece ser esencialmente similar a la de la otra lengua árabe meridional antigua. Una peculiaridad del mineo es que escribe el fonema /s/ en los nombres extranjeros como /ṯ/ —por ejemplo, Delos se convierte en dlṯ—, pero sigue manteniendo el fonema distinto en las palabras nativas.
El idioma mineo parece insertar una h inexplicable etimológicamente en ciertas terminaciones nominales, pronombres y partículas; algunos plenos también exhiben esta misma característica: bhn y bhnt, plurales de bn (hijo). Puede tratarse de escrituras plenas de una vocal larga distinta de /u:/ o /i:/.